# Coppa Italia 2020-2021 (pallavolo maschile)
La Coppa Italia 2020-2021 si è svolta dal 13 settembre 2020 al 31 gennaio 2021: al torneo hanno partecipato dodici squadre di club italiane e la vittoria finale è andata per la settima volta, la seconda consecutiva, alla Lube.

## Regolamento

### Formula
Le squadre hanno disputato una prima fase a gironi (a cui hanno partecipato le otto peggiori classificate al termine della Superlega 2019-20) con formula del girone all'italiana: al termine della prima fase, le prime due classificate di ogni girone e le quattro migliori classificate al termine della Superlega 2019-20 hanno acceduto alla fase finale strutturata in quarti di finale, semifinali e finale.

### Criteri di classifica
Se il risultato finale è stato di 3-0 o 3-1 sono stati assegnati 3 punti alla squadra vincente e 0 a quella sconfitta, se il risultato finale è stato di 3-2 sono stati assegnati 2 punti alla squadra vincente e 1 a quella sconfitta.
L'ordine del posizionamento in classifica è stato definito in base a:
- Punti;
- Numero di partite vinte;
- Ratio dei set vinti/persi;
- Ratio dei punti realizzati/subiti.

## Squadre partecipanti
| - Callipo - Lube - Milano - Modena - NBV - Padova | - Porto Robur Costa - Powervolley Milano - Sir Safety Perugia - Top Volley Latina - Trentino - You Energy |

## Torneo

### Tabellone
|  | Quarti di finale   | Quarti di finale |  |                    | Semifinali | Semifinali |  |      | Finale             | Finale |
|  |                    |                  |  |                    |            |            |  |      |                    |        |
|  | Lube               | 3                |  |                    |            |            |  |      |                    |        |
|  | Lube               | 3                |  |                    |            |            |  |      |                    |        |
|  | Padova             | 0                |  |                    |            |            |  |      |                    |        |
|  | Padova             | 0                |  | Lube               | 3          |            |  |      |                    |        |
|  |                    |                  |  | Lube               | 3          |            |  |      |                    |        |
|  |                    |                  |  |                    | Modena     | 0          |  |      |                    |        |
|  | Modena             | 3                |  |                    | Modena     | 0          |  |      |                    |        |
|  | Modena             | 3                |  |                    |            |            |  |      |                    |        |
|  | Milano             | 0                |  |                    |            |            |  |      |                    |        |
|  | Milano             | 0                |  |                    |            |            |  | Lube | 3                  |        |
|  |                    |                  |  |                    |            |            |  | Lube | 3                  |        |
|  |                    |                  |  |                    |            |            |  |      | Sir Safety Perugia | 1      |
|  | Sir Safety Perugia | 3                |  |                    |            |            |  |      | Sir Safety Perugia | 1      |
|  | Sir Safety Perugia | 3                |  |                    |            |            |  |      |                    |        |
|  | Porto Robur Costa  | 1                |  |                    |            |            |  |      |                    |        |
|  | Porto Robur Costa  | 1                |  | Sir Safety Perugia | 3          |            |  |      |                    |        |
|  |                    |                  |  | Sir Safety Perugia | 3          |            |  |      |                    |        |
|  |                    |                  |  |                    | Trentino   | 0          |  |      |                    |        |
|  | Trentino           | 3                |  |                    | Trentino   | 0          |  |      |                    |        |
|  | Trentino           | 3                |  |                    |            |            |  |      |                    |        |
|  | Powervolley Milano | 0                |  |                    |            |            |  |      |                    |        |
|  | Powervolley Milano | 0                |  |                    |            |            |  |      |                    |        |

### Risultati

#### Fase a gironi
| Girone A           | Girone B          |
| ------------------ | ----------------- |
| NBV                | Padova            |
| Callipo            | Porto Robur Costa |
| Milano             | Top Volley Latina |
| Powervolley Milano | You Energy        |

##### Girone A

###### Risultati
| 13 settembre 2020 Centro Pavesi, Milano Durata: 1h:17 - Spettatori: ?         | Powervolley Milano | 3 - 0 | NBV                | 25-21, 25-17, 25-17               |
| 13 settembre 2020 Palazzetto dello Sport, Monza Durata: 1h:20 - Spettatori: ? | Milano             | 3 - 0 | Callipo            | 25-18, 25-19, 25-19               |
| 20 settembre 2020 PalaOlimpia, Verona Durata: 2h:05 - Spettatori: 250         | NBV                | 2 - 3 | Milano             | 16-25, 15-25, 25-22, 28-26, 8-15  |
| 20 settembre 2020 PalaMaiata, Vibo Valentia Durata: 1h:44 - Spettatori: ?     | Callipo            | 1 - 3 | Powervolley Milano | 14-25, 25-20, 15-25, 22-25        |
| 23 settembre 2020 Centro Pavesi, Milano Durata: 2h:02 - Spettatori: 202       | Powervolley Milano | 2 - 3 | Milano             | 13-25, 28-26, 25-20, 21-25, 16-18 |
| 23 settembre 2020 PalaOlimpia, Verona Durata: 1h:31 - Spettatori: ?           | NBV                | 0 - 3 | Callipo            | 24-26, 21-25, 24-26               |

###### Classifica
| Pos. | Squadra            | Pt | G | V | P | SV | SP | Ratio | PF  | PS  | Ratio |
| ---- | ------------------ | -- | - | - | - | -- | -- | ----- | --- | --- | ----- |
| 1.   | Milano             | 7  | 3 | 3 | 0 | 9  | 4  | 2,250 | 302 | 251 | 1,203 |
| 2.   | Powervolley Milano | 7  | 3 | 2 | 1 | 8  | 4  | 2,000 | 273 | 245 | 1,114 |
| 3.   | Callipo            | 3  | 3 | 1 | 2 | 4  | 6  | 0,666 | 209 | 239 | 0,874 |
| 4.   | NBV                | 1  | 3 | 0 | 3 | 2  | 9  | 0,222 | 216 | 265 | 0,815 |

      Qualificata ai quarti di finale.

##### Girone B

###### Risultati
| 13 settembre 2020 PalaDeAndré, Ravenna Durata: 2h:18 - Spettatori: 241                     | Porto Robur Costa | 2 - 3 | Padova            | 19-25, 25-21, 25-23, 32-34, 7-15  |
| 13 settembre 2020 PalaBanca, Piacenza Durata: 1h:59 - Spettatori: 682                      | You Energy        | 1 - 3 | Top Volley Latina | 22-25, 25-23, 26-28, 19-25        |
| 20 settembre 2020 PalaSanLazzaro, Padova Durata: 1h:55 - Spettatori: 275                   | Padova            | 3 - 1 | You Energy        | 25-19, 23-25, 26-24, 25-21        |
| 20 settembre 2020 Palazzetto dello Sport, Cisterna di Latina Durata: 1h:27 - Spettatori: ? | Top Volley Latina | 0 - 3 | Porto Robur Costa | 16-25, 23-25, 20-25               |
| 23 settembre 2020 PalaDeAndré, Ravenna Durata: 1h:18 - Spettatori: 506                     | Porto Robur Costa | 3 - 0 | You Energy        | 25-23, 25-18, 25-18               |
| 23 settembre 2020 PalaSanLazzaro, Padova Durata: 2h:12 - Spettatori: 451                   | Padova            | 3 - 2 | Top Volley Latina | 20-25, 25-21, 19-25, 25-23, 15-13 |

###### Classifica
| Pos. | Squadra           | Pt | G | V | P | SV | SP | Ratio | PF  | PS  | Ratio |
| ---- | ----------------- | -- | - | - | - | -- | -- | ----- | --- | --- | ----- |
| 1.   | Padova            | 7  | 3 | 3 | 0 | 9  | 5  | 1,800 | 321 | 304 | 1,055 |
| 2.   | Porto Robur Costa | 7  | 3 | 2 | 1 | 8  | 3  | 2,666 | 258 | 236 | 1,093 |
| 3.   | Top Volley Latina | 4  | 3 | 1 | 2 | 5  | 7  | 0,714 | 267 | 271 | 0,985 |
| 4.   | You Energy        | 0  | 3 | 0 | 3 | 2  | 9  | 0,222 | 240 | 275 | 0,872 |

      Qualificata ai quarti di finale.

#### Quarti di finale
| 27 gennaio 2021 PalaCivitanova, Civitanova Marche Durata: 0h:59 - Spettatori: ? | Lube               | 3 - 0 | Padova             | 25-13, 25-12, 25-16        |
| 27 gennaio 2021 PalaPanini, Modena Durata: 1h:27 - Spettatori: ?                | Modena             | 3 - 0 | Milano             | 28-26, 25-17, 26-24        |
| 27 gennaio 2021 PalaEvangelisti, Perugia Durata: 2h:07 - Spettatori: ?          | Sir Safety Perugia | 3 - 1 | Porto Robur Costa  | 25-27, 26-24, 26-24, 25-21 |
| 27 gennaio 2021 PalaTrento, Trento Durata: 1h:16 - Spettatori: ?                | Trentino           | 3 - 0 | Powervolley Milano | 25-22, 25-21, 25-21        |

#### Semifinali
| 30 gennaio 2021 Unipol Arena, Casalecchio di Reno Durata: 1h:28 - Spettatori: ? | Lube               | 3 - 0 | Modena   | 27-25, 25-22, 25-21 |
| 30 gennaio 2021 Unipol Arena, Casalecchio di Reno Durata: 1h:17 - Spettatori: ? | Sir Safety Perugia | 3 - 0 | Trentino | 25-19, 25-14, 25-17 |

#### Finale
| 31 gennaio 2021 Unipol Arena, Casalecchio di Reno Durata: 1h:40 - Spettatori: ? | Lube | 3 - 1 | Sir Safety Perugia | 25-17, 18-25, 25-17, 25-17 |